# RIAS

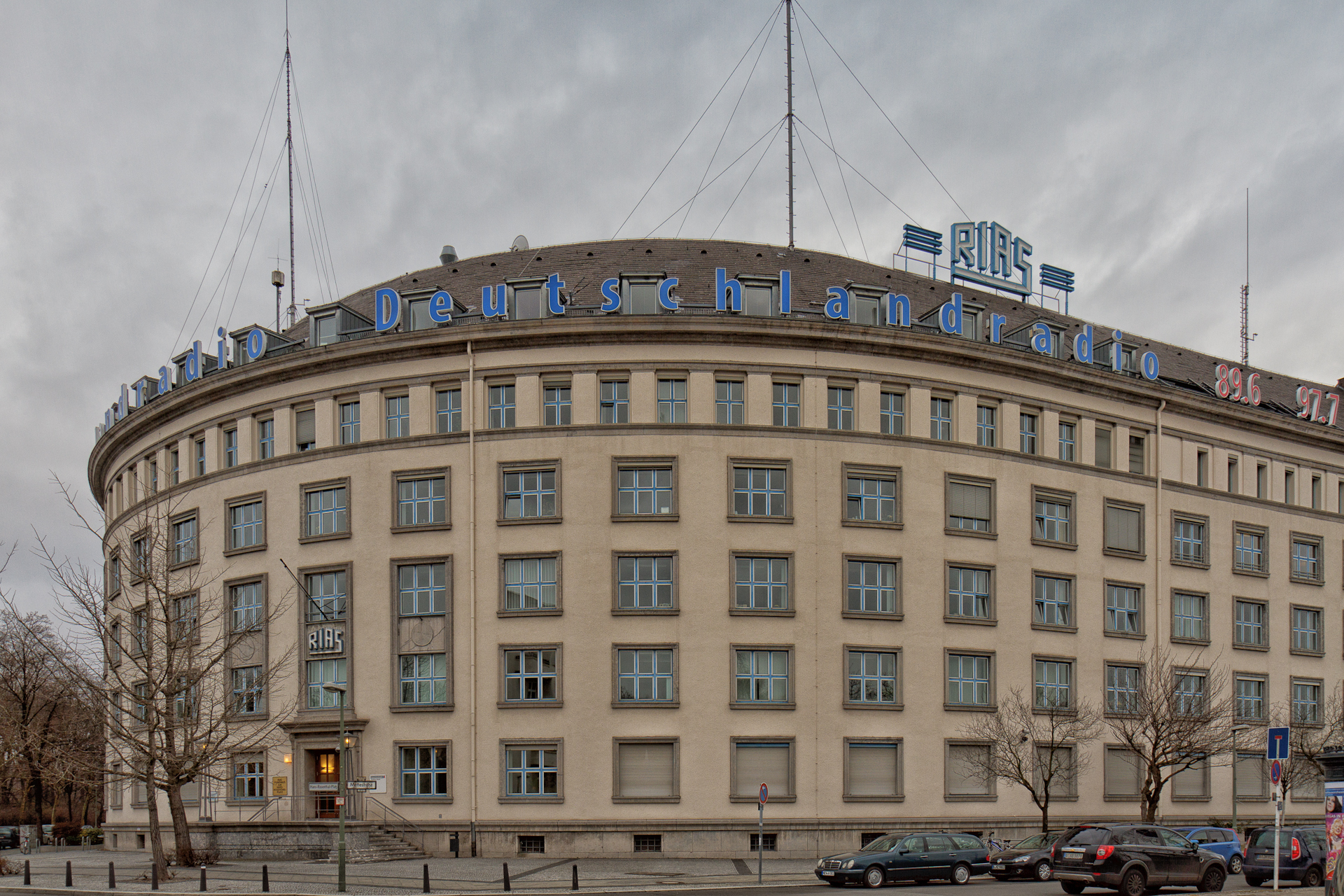
RIAS-byggnaden i Berlin i mars 2012, huvudkontor för Deutschlandradio Kultur

RIAS (förkortning för tyska: Rundfunk im amerikanischen Sektor och engelska: Radio in the American Sector, på svenska Radio i den amerikanska sektorn) var en radiostation med säte i stadsdelen Schöneberg i Berlin. Under åren 1946, alltså strax efter Andra världskrigets slut, till 1993 sändes därifrån ett antal radioprogram och under åren 1988 till 1992 även tv-program under kontroll av de amerikanska ockupationsmyndigheterna.
Frihetsklockan i Berlins ringning sändes varje söndag i RIAS, en tradition som fortsatt i Deutschlandradio Kultur.